# Dobrotworskyius rubrithorax
Dobrotworskyius rubrithorax is een muggensoort uit de familie van de steekmuggen (Culicidae). De wetenschappelijke naam van de soort is voor het eerst geldig gepubliceerd in 1850 door Macquart.